# American Association for the Advancement of Atheism
The American Association for the Advancement of Atheism (AAAA, 4A) – ateistyczne i antyreligijne stowarzyszenie założone w USA w 1925 roku przez Charlesa Lee Smitha. Jedynym wymogiem członkostwa było formalne „wyznanie” ateizmu.

## Działalność
Założone w listopadzie 1925 roku, w Nowym Jorku, The American Association for the Advancement of Atheism było w USA pierwszą grupą, która otwarcie proklamowała ateizm, jako główną i wyłączną oś swojej działalności, nie odwołując się do humanizmu, liberalizmu czy agnostycyzmu. Stowarzyszenie otwarcie określało się, jako siłowa opozycja wobec kościoła i kleru.
Lubujące się w kontrowersjach stowarzyszenie, przeprowadziło wiele głośnych akcji z biegiem czasu stając się bardzo rozpoznawalnym.
W 1928 stowarzyszenie zasłynęło w związku z głośnym wydarzeniem, w którym dwóch uczniów brooklyńskiej szkoły wyszło z klasy podczas czytania biblii. Tłumaczyli, że nie wierzą w biblię i nie chcą jej mieć wtłaczanej w usta oraz że należą do the Society of the Godless (pol. Stowarzyszenie Bezbożników). Uczniów usprawiedliwiono, ale rozpoczęto śledztwo, które ujawniło, że The Society of the Godless ma związek z 4A.
Zauważalność stowarzyszenia znacznie wzrosła w 1928 roku, po debiucie filmu The Godless Girl w reżyserii Cecila B. DeMille'a. Zwracał on uwagę na zjawisko ateizmu wśród młodzieży w college'ach, a stowarzyszeniu przyniósł dużą reklamę i rozpropagował ich działalność w tym sektorze.
W kolejnych latach stowarzyszenie miało już ponad 20 oddziałów na kampusach w całym kraju, które swoimi akcjami przysparzały dalszej rozpoznawalności. Jedna z ankiet przeprowadzonych wśród członków w roku 1930 ujawniła, że członkami są głównie biali (99%) mężczyźni (93%).
Stowarzyszenie zasłynęło także, gdy zażądało od prezydenta Herberta Hoovera by zaprzestał „nieracjonalnego aktu” świętowania Dnia Dziękczynienia, jako „publicznego dziękczynienia bogu”. Zamiast tego sardonicznie zaproponowali Blamegiving Day (pol. „Dzień Winienia”).
Z kolei w 1926 roku, stowarzyszenie złożyło oficjalną skargę u Sekretarza wojny Stanów Zjednoczonych, po tym jak nie zostało zaproszone na organizowaną przez United States Army „Konferencję Ponadwyznaniową” dotyczącą morale żołnierzy. Skargę oddalono. Stowarzyszenie próbowało także pozwać armię za łamanie 1. poprawki do Konstytucji Stanów Zjednoczonych w związku z wypłacaniem kapelanom pensji.
4A stało także za zbiórką pieniędzy dla Ilja Iwanowa i jego projektu skrzyżowania człowieka z małpą.
Stowarzyszenie było obiektem postępowania House Un-American Activities Committee (komisji śledczej Izby Reprezentantów Stanów Zjednoczonych do badania działalności antyamerykańskiej), która ustaliła, że stowarzyszenie usiłuje znieść prawa wymuszające moralność chrześcijańską, zaprzestać „nielegalnego szerzenia religii w szkołach publicznych”, zaprzestać „wydawania przez urzędników państwowych proklamacji religijnych”, opodatkować i znacjonalizować majątek kościelny, uchylić ustawy związane z niedzielami (por. z zakazem handlu w niedziele i święta).